# Arsenal Naval de Yokosuka

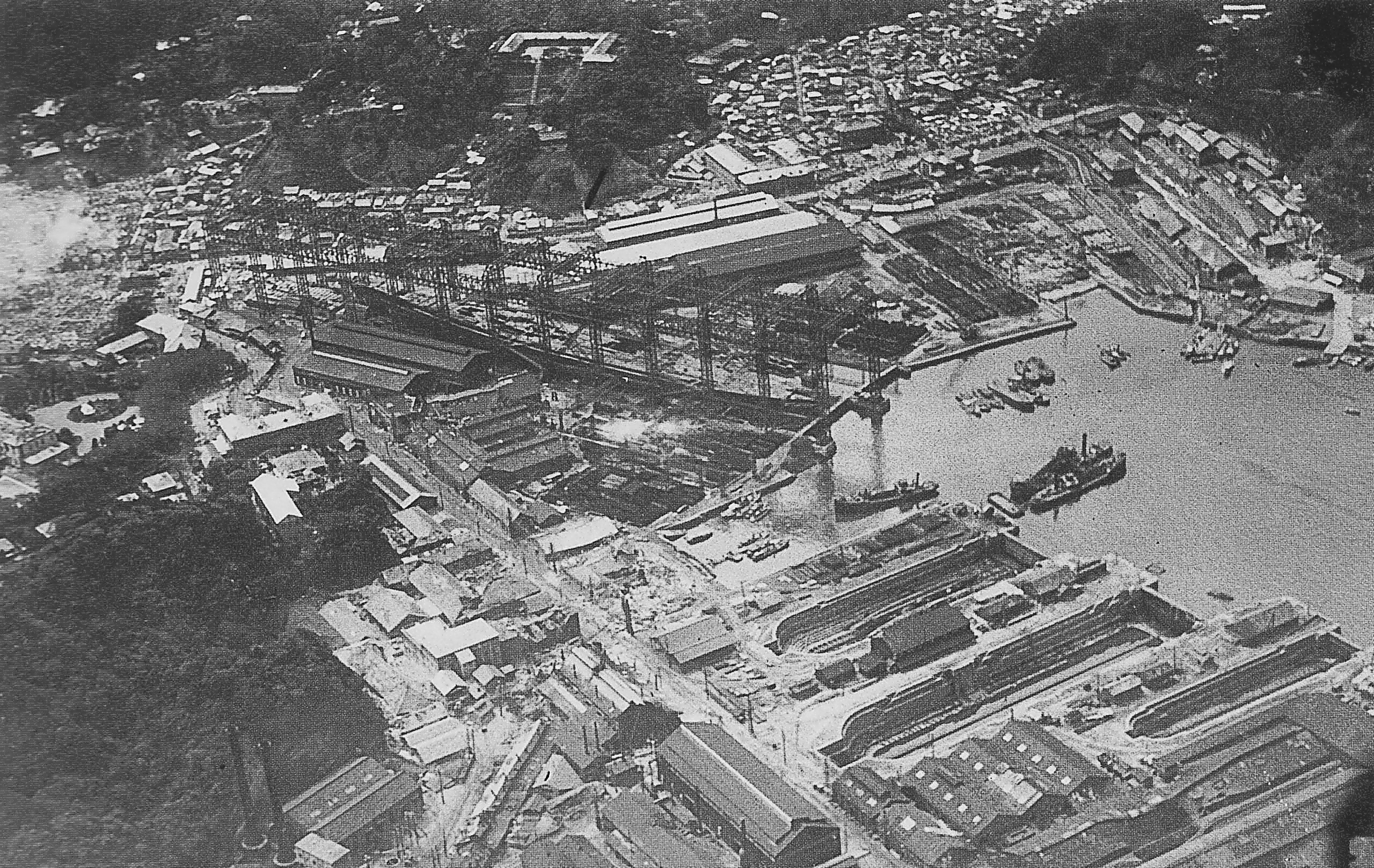
O Arsenal Naval de Yokosuka em 3 de setembro de 1923, logo depois do Grande Sismo de Kantō

O Arsenal Naval de Yokosuka (横須賀海軍工廠, Yokosuka Kaigun Kōshō) foi um dos quatro principais estaleiros navais operados pela Marinha Imperial Japonesa, localizado no Distrito Naval de Yokosuka em Yokosuka, Kanagawa.
A base naval foi estabelecida pelo Xogunato Tokugawa em 1866 e o governo Meiji renomeou o local para Estaleiro de Yokosuka em 1871, com as primeiras operações de construção começando no mesmo ano. O local foi renomeado para Arsenal Naval de Yokosuka em 1903. Durante sua existência o arsenal construiu vários dos principais navios de guerra do Japão, como por exemplo o couraçado Yamashiro, o porta-aviões Kaga e o cruzador pesado Takao.
O local foi danificado pelo Ataque Doolittle em abril de 1942 e depois foi alvo de diversos ataques aéreos próximo do fim da Segunda Guerra Mundial. O Arsenal Naval de Yokosuka foi abolido oficialmente em 15 de outubro de 1945, depois da Rendição do Japão, e tomado pelos Estados Unidos, que até hoje usa o local como uma base naval.